# 仁义镇 (天全县)
仁义镇，原为仁义乡，是中华人民共和国四川省雅安市天全县下辖的一个乡镇级行政单位。2019年12月，撤销仁义乡和老场乡，设立仁义镇，以原仁义乡和原老场乡所属行政区域为仁义镇的行政区域。

## 行政区划
仁义镇下辖以下地区：
永兴村、程家窝村、石桥村、岩峰村、溪口村、李家村、大田村、张家村、云顶村和桐林村。